# Carl Einstein
Carl Einstein (Neuwied, Imperi Alemany, 26 d'abril de 1885 – L'Estela e Bètharram, Occitània, 5 de juliol de 1940) va ser un influent escriptor, historiador de l'art, crític i anarquista alemany, una de les figures més importants en la història del moviment avantguardista.
Se'l coneix per ser un dels primers crítics a valorar el desenvolupament del cubisme, així com pel seu treball sobre art africà i la seva influència sobre l'avantguardisme europeu. Einstein va ser amic i col·lega de figures com George Grosz, Georges Braque, Pablo Picasso i Daniel-Henry Kahnweiler. La seva obra combina discurs polític i estètic, tractant tant el desenvolupament de l'art modern com la situació política a Europa.
La implicació d'Einstein en la vida social i política es va caracteritzar per simpaties cap al comunisme i punts de vista anarquistes. Essent enemic de la dreta alemanya durant el període d'entreguerres de la República de Weimar, Einstein va abandonar el país, dirigint-se a França, el 1928, un lustre abans de l'ascens al poder d'Adolf Hitler i el Partit Nazi. Posteriorment, durant els anys 1930, va prendre part en la Guerra Civil espanyola al costat dels anarcosindicalistes contraris a Francisco Franco.
Atrapat al sud de França després de la derrota francesa contra l'Alemanya nazi, Einstein es va suïcidar saltant des d'un pont el 5 de juliol de 1940.

## Activitat artística
El paper de Carl Einstein com a crític d'art va ser molt influent en el seu temps. En particular, va introduir a Occident l'art africà, esdeveniment d'importància fonamental en el desenvolupament de les avantguardes artístiques. Home d'amplitud de mires i cultura, els seus interessos no es van limitar a les arts plàstiques, sinó que es van fer extensius a la literatura, la poesia, el teatre, el cinema, el periodisme, les ciències socials i l'acció política.
Einstein va estar vinculat des de jove als cercles artístics més avançats, com el dadaisme, moviment amb el que sovint se'l relaciona. Va participar en el moviment expressionista alemany i va col·laborar en diverses revistes d'avantguarda: Die Aktion, on va descobrir Picasso i va ser el primer a entendre al cubisme com un moviment en si mateix, Querschnitt, d'Alfred Flechtheim, i Kunstblatt, de Paul Westheim. Einstein va fundar les revistes dadaistes Die Pleite i Der Blutige Ernst (amb George Grosz). El 1911 va publicar la novel·la Bebuquin oder die Dilettanten des Wunders («Bebuquin o els diletants del miracle»).

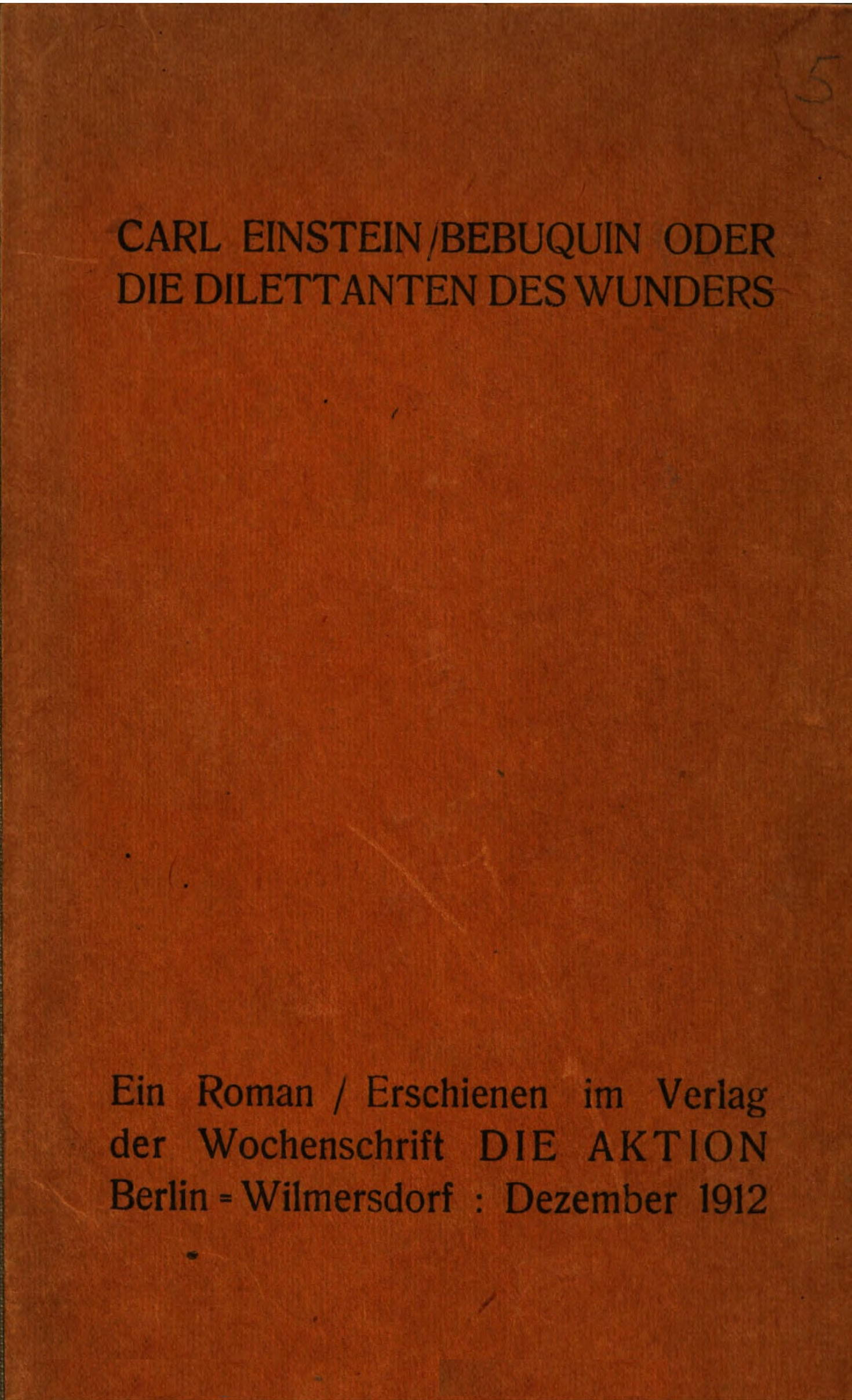
Portada de la 1a edició de Bebuquin oder die Dilettanten des Wunders (1912)

En la seva obra assagística destaquen publicacions com Negerplastik («L'escultura negra», 1914), una monografia sobre art africà (que, segons Einstein, constitueix la base de l'estètica moderna) i Die Kunst des XX Jahrhunderts («L'art del segle XX», 1926), una història de l'art modern des de l'impressionisme fins al surrealisme en la qual Einstein aborda temes com la percepció de l'espai, la representació de la imaginació i l'al·lucinació (o «transvisualitat»).
El 1928, Einstein es va instal·lar a França. El 1932 va fundar i dirigir, juntament amb Georges Bataille i Michel Leiris, la revista Documents. El 1935 va coescriure amb el director Jean Renoir la pel·lícula Toni, segons el crític André Bazin la primera pel·lícula neorrealista de la història del cinema, que tracta de l'amor i mort d'un obrer espanyol a la Provença.

## Activitat política
| «                                                           | Cal saber per fi on acaben les paraules. | » |
| — Carl Einstein, carta a Picasso, 6 de gener de 1939, París |                                          |   |

Einstein s'afilià al Partit Comunista d'Alemanya (KPD) després del fallit Aixecament Espartaquista, en el qual moriren assassinats Karl Liebknecht i Rosa Luxemburg. Durant els anys 1920, s'accentuà el seu caràcter antiburgès i les seves consideracions radicals sobre la societat guillemina, fet que es reflecteix en els seus contactes amb el dadaisme berlinès i George Grosz, entre d'altres.

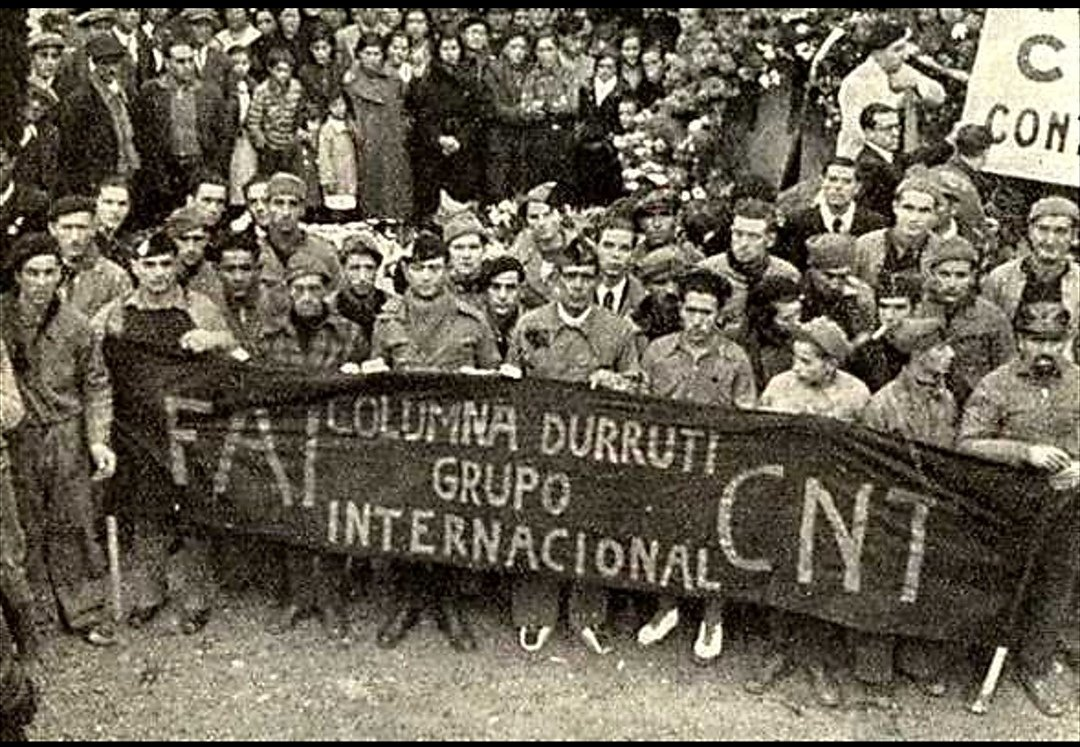
Grup Internacional de la Columna Durruti en l'enterrament de Durruti (Barcelona, 23 de novembre de 1936)

Anarquista militant, quan es va produir l'aixecament militar contra la República Espanyola, Carl Einstein, amb més de 50 anys i essent un intel·lectual de prestigi, no va dubtar en allistar-se al Grup Internacional de la Columna Durruti, del que va ser portaveu. Va ser ferit en combat. El novembre de 1936, va fer a Barcelona l'homenatge pòstum al funeral de Buenaventura Durruti.

Després de la victòria dels militars franquistes, Einstein es va dedicar a ajudar els refugiats anarquistes, per fidelitat i solidaritat cap als seus companys milicians, dels quals li parlava a Picasso poc abans de la fi de la Guerra Civil Espanyola:
| «                                                           | No us podeu imaginar com de feliç soc per haver lluitat al costat dels vostres compatriotes. […] Creieu-me, a cada moment donaria amb gust la meva vida pel seu país, no és literatura. Però no suportaria veure els meus companys en una mala postura. Però això no arribarà. Franco serà vençut i Espanya complirà després de la victòria un paper extraordinari. Els espanyols han dut a terme durant la guerra progressos extraordinaris. No més analfabets, els soldats i els obrers entenen les qüestions polítiques i moltes altres coses millor que els micos intel·lectuals de fora. | » |
| — Carl Einstein, carta a Picasso, 6 de gener de 1939, París | |   |

Havent creuat els Pirineus, el Govern de Vichy el va internar en un camp de refugiats per ser exiliat republicà i pel seu origen jueu. Davant l'assetjament de les tropes nazis, Einstein escapà del camp, suïcidant-se abans de caure presoner en mans dels feixistes, el 5 de juliol de 1940.

## Obra publicada
- Bebuquin oder die Dilettanten des Wunders. Ein Roman. Berlin: Verlag der Wochenschrift Die Aktion, 1912.
- Neue Blätter. Berlin: Baron, 1912.
- Wilhelm Lehmbrucks graphisches Werk. Berlin: Cassirer, 1913.
- Negerplastik. Leipzig: Verlag der weißen Bücher, 1915. Internet Archive.
- Der Unentwegte Platoniker. Leipzig: Wolff, 1918.
- Afrikanische Plastik. Berlin: Wasmuth 1921 (Orbis pictus, Weltkunst-Bücherei; 7).
- Die schlimme Botschaft. Berlin: Rowohlt, 1921.
- Der frühere japanische Holzschnitt. Berlin: Wasmuth 1922 (Orbis pictus, Weltkunst-Bücherei; 16).
- Afrikanische Märchen und Legenden; herausgegeben von Carl Einstaein, Rowohlt, 1925. Neuausgabe (1980) MEDUSA Verlag Wölk + Schmid, Berlin.
- African Legends, First english edition, Pandavia, Berlin 2021. ISBN 9783753155821
- Die Kunst des 20. Jahrhunderts. Berlin: Propyläen, 1926. (Propyläen-Kunstgeschichte; 16).
- Entwurf einer Landschaft. Paris: Kahnweiler, 1930.
- Giorgio de Chirico. Berlin: Galerie Flechtheim, 1930.
- Die Kunst des XX. Jahrhunderts. Berlin: Propyläen, 1931.
- Georges Braque. Paris: Editions des chroniques du jour. London: Zwemmer. New York: E. Weyhe, 1934.